# Artemis IV
Artemis IV je plánovaná 4. mise programu Artemis agentury NASA. Součástí mise je i 4. start nosné rakety Space Launch System (SLS) a kosmické lodi Orion se čtyřmi astronauty na vesmírnou stanici Lunar Gateway, kde má být nainstalován nový modul. Zároveň je plánováno druhé přistání na Měsíci v rámci programu Artemis.